# Árpád Baróti
Árpád Baróti (Bonyhád, 23 ottobre 1991) è un pallavolista ungherese nel ruolo di opposto.

## Carriera

### Club
La carriera professionistica di Árpád Baróti inizia nella stagione 2008-09, quando debutta nella Nemzeti Bajnokság I ungherese con la maglia del Dunaferr. Lascia l'Ungheria nella stagione 2010-11, quando viene ingaggiato nella Serie A1 italiana dalla Callipo di Vibo Valentia. Nel campionato 2011-12 ed in quello successivo continua a giocare in Italia, ma in serie cadetta col Milano.
Nell'annata 2013-14 gioca nella V-League sudcoreana coi neonati Rush & Cash Vespid, mentre nella stagione successiva ritorna in Italia, indossando la maglia del Città di Castello, in Superlega.
Nella stagione 2015-16 si trasferisce in Germania per giocare col Charlottenburg, aggiudicandosi la Coppa di Germania, la Coppa CEV e lo scudetto. Nella stagione successiva ritorna in Corea del Sud, difendendo i colori del KEPCO Vixtorm; nel campionato 2017-18 è ancora nella massima divisione sudcoreana, ma con gli Hyundai Skywalkers; tuttavia vi milita solo per la Coppa KOVO 2017 a causa di un infortunio; rientra in campo solo nel gennaio 2018, firmando negli Emirati Arabi Uniti con l'Al-Ain.
Nella stagione 2018-19 veste la maglia del Narbonne nella Ligue A francese, mentre nella stagione seguente emigra in Polska Liga Siatkówki, difendendo i colori dello ZAKSA, con cui vince la Supercoppa polacca; si trasferisce quindi in Turchia per disputare la Efeler Ligi 2020-21 con la maglia del Bursa BB ma l'esperienza si conclude nel mese di dicembre e a fine anno fa ritorno in Ligue A, concludendo l'annata nel Tourcoing.
Nella stagione 2021-22 inizia le attività con i giapponesi dei Suntory Sunbirds, dove rimpiazza temporaneamente Dmitrij Musėrskij, sospeso per doping; alla fine di dicembre rientra in Europa, annunciato come nuovo giocatore dei polacchi dello Jastrzębski Węgiel per sostituire nella parte centrale del campionato l'opposto titolare Stéphen Boyer, infortunato, nel corso della sua convalescenza. A metà marzo, col francese di nuovo in rosa, il giocatore e la società decidono di separarsi di comune accordo.
A gennaio 2023 fa ritorno in patria, ingaggiato per il finale di stagione dal Kaposvár con il quale vince due scudetti ed una Coppa d'Ungheria.

### Nazionale
Nel 2012 fa il suo debutto nella nazionale ungherese.

## Palmarès

### Club
- Campionato tedesco: 1

2015-16
- Campionato ungherese: 2

2022-23, 2023-24
- Coppa di Germania: 1

2015-16
- Coppa d'Ungheria: 1

2023-24
- Supercoppa polacca: 1

2019
- Coppa CEV: 1

2015-16